# Тюрин, Виктор Николаевич (географ)
Виктор Николаевич Тюрин (1 мая 1924, село Ворошилово, Орловская губерния, РСФСР — 3 мая 2018) — профессор кафедры экономической, социальной и политической географии ФГБОУ ВО «КубГУ», член Ученого совета Краснодарского регионального отделения Русского географического общества. Доктор географических наук (1998).
Являлся создателем научной школы "Агрогеографические исследования юга России" и одним из ведущих учёных Российской Федерации в области аграрной географии, продолжившим славные традиции своих учителей Б. Н. Семевского и А. Н. Ракитникова.
Во время Великой Отечественной войны был в плену, два года провёл в концлагере Олдерни, партизанил.

## Биография
Родился 1 мая 1924 года в селе Ворошилово Орловской губернии в семье крестьян, его отец принимал активное участие в Октябрьской революции, сражался в советско-польской войне.

### В немецком плену
Осенью 1941 года Орловщину заняли немецко-фашистские войска. В 1942 году за помощь партизанам Виктора Тюрина и председателя колхоза забрал немецкий карательный отряд, их жестоко избивали и долго допрашивали. После оккупанты вывезли их в Германию.
По его воспоминаниям:
- Помню перрон под охраной сотрудников СС… Колючую проволоку на окошках наших вагонов… — задумывается ветеран. — Мы, заключенные, ощутили всю ненависть немцев к русским. Когда давали баланду, обычные немецкие девушки кричали на нас и кидали еду, будто мы животные.
Пленные эшелоном через Бельгию, в город-порт Сан-Мало в Бретани были доставлены на Нормандские острова. Самый маленький из них Олдерни, на котором располагался одноимённый концлагерь стал домом для заключенных на два года. На островах возводили долговременные огневые точки. Немцы не жалели рабочих. Массовая смерть от нечеловеческого труда и скверного питания компенсировалась постоянным притоком новых пленных. Виктору Николаевичу повезло попасть работником в порт. Удавалось скрытно понемногу брать продовольствие
- Мы всегда надеялись на Англию, потому что она была через Ла-Манш. Различными способами заключённые пытались сообщить о своем присутствии на островах. Это было трудное дело. Однако трое отважных ребят сумели найти лодку. Но попытка форсировать пролив оказалась тщетной. Им не удалось скрыться от прожекторов, троих наших товарищей схватили и повесили.
Кроме русских на Олдерни работали немецкие коммунисты, испанские противники Франко, евреи, немного французов и голландцев. После строительства укреплений узников отправили на полуостров Нормандия, где они рыли туннели для линии обороны на побережье.
В мае 1944 года удалось сбежать при помощи французов, которые и приютили беглецов у себя в Хаенвиле. В конце июня в Хаенвиль вошли союзные войска, которые 6 июня 1944 года высадились в Нормандии.
Сбежавшие узники были хорошо осведомлены о позициях врага. Их вооружили, и они показывали расположение немецких укреплений, служили разведчиками и парламентерами американцев. С оружием в руках Тюрин участвовал в захвате нескольких укреплённых гитлеровских бункеров. Осенью 1944 года   он присутствовал на выступлении генерала Шарля де Голля в Шербуре.

### Послевоенная жизнь
Когда война закончилась, Тюрин вернулся домой в родную деревню Ворошилово.
В 1950 году он окончил Орловский государственный педагогический университет по специальности «География».
Работал в Литовской ССР учителем, затем окончил аспирантуру в Калининградском государственном университете. Трудился в Кировском государственном педагогическом институте им. В.И. Ленина, возглавляя в 1961—1965 годах кафедру экономической географии.
В 1970 году Виктор Николаевич переехал с семьей в Краснодар и с тех пор преподавал в Кубанском государственном университете, являлся деканом географического факультета КубГУ (1990—1997). В 1998 году он защитил докторскую диссертиционную работу при Московском государственном университете имени М. В. Ломоносова. Тема докторской диссертационной работы: Территориальная организация сельского хозяйства Северного Кавказа (экономико- и эколого-географические проблемы).
В течение ряда лет он был деканом географического факультета и председателем диссертационного совета по защите кандидатских диссертаций (2001—2007). Виктор Николаевич был профессором кафедры, заместителем председателя диссертационного совета по защите диссертаций на соискание учёной степени кандидата и доктора географических наук, а также являлся активным членом докторского диссертационного совета по экономическим наукам при Кубанском госуниверситете.
Несмотря на солидный возраст — 1 мая 2014 года Виктору Николаевичу исполнилось 90 лет — он работал на полной ставке, делился опытом с поколениями молодых преподавателей, аспирантами и студентами, читал лекционные курсы, связанные с аграрной проблематикой, методами исследований и географическим районированием. Являлся руководителем магистерской программы — «Экономическая и социальная география России и стран Содружества».
Скончался 3 мая 2018 года в г. Краснодаре.

## Награды и признание
За заслуги в области образования, научно-исследовательской и общественной деятельности награждён знаками и удостоен званий:
- Отличник народного просвещения (1965);
- За отличные успехи в работе (1985);
- Почётный член Русского географического общества (2000);
- Заслуженный профессор КубГУ (2000);
- Лауреат премии администрации Краснодарского края в области науки, образования и культуры за разработку первого комплексного издания «Атлас Краснодарский край. Республика Адыгея» (2001).

Почётный член Всероссийской общественной организации «Русское географическое общество», член «Ассоциации российских географов-обществоведов».

## Память
По инициативе Краснодарского регионального отделения Русского географического общества решением  Городской Думы Краснодара от 24.10.2019 года именем Виктора Николаевича Тюрина названа улица нового жилого массива Прикубанского внутригородского округа города Краснодара.

## Сфера научных интересов
Тюрин Виктор Николаевич — один из ведущих учёных Российской Федерации в области аграрной географии. В сферу его научных интересов входил широкий круг фундаментальных проблем взаимоотношений ландшафтной сферы и хозяйственных территориальных систем, типологии и районирования сельского хозяйства, агропромышленных комплексов в связи с решением социально-экономических и экологических проблем развития сельской местности. В 1993 и 2000 годах научный коллектив под его руководством участвовал в выполнении Программы «Университеты России — фундаментальные исследования», результаты были отражены в соответствующих публикациях: «Полифункциональные системы использования земель и пути оптимизации природопользования (на примере Краснодарского края)» и «Территориальная организация хозяйства в сельской местности для оптимизации природопользования (на примере Северо-Западного Кавказа)». В период с 2000 по 2007 годы коллектив под руководством В. Н. Тюрина осуществлял выполнение научно-исследовательских работ поддержанных тремя грантами Российского фонда фундаментальных исследований (РФФИ): «Разработка теоретических основ формирования устойчивого агроландшафта как фактора охраны уникальных земельных ресурсов Западного Предкавказья» (2000—2002); «Теоретические разработки новой концепции сельскохозяйственного районирования на эколого-ландшафтной основе с целью более полного использования природного агропотенциала и повышения устойчивости сельскохозяйственного производства (на примере Краснодарского края)» (2003—2005); «Эколого-хозяйственный баланс территории Западного Предкавказья: пути совершенствования» (2006—2007). С 2013 года под его руководством велась научная работа «Ландшафтный и агроэкологический мониторинг районов интенсивного земледелия Западного Предкавказья», поддержанная грантом РФФИ и администрацией Краснодарского края. Проводились многофакторные наблюдения в ключевых ландшафтах с целью определения ареалов антропогенных нагрузок и оценки экологического состояния в районах интенсивного земледелия.
По разработанным проблемам под его руководством защищено 18 кандидатских диссертаций.

### Наиболее значимые научные и учебно-методические работы
Тюриным В. Н. проведено сельскохозяйственное районирование Северного Кавказа, которое отражено в карте «Сельскохозяйственное районирование СССР» масштаба 1:4000000 (1989). Он руководил работой по выпуску первого комплексного атласа «Краснодарский край. Республика Адыгея» (1996). В издании им выполнены серии климатических, ландшафтных и сельскохозяйственных карт. В 1999 году с его участием издан «Почвенно-экологический атлас Краснодарского края».

## Труды
Им опубликовано более 230 научных работ.

#### Научные монографии
1. «Сельскохозяйственная специализация и сельскохозяйственные районы Литвы в конце XIX — начале XX века» (раздел в монографии) / Материалы по истории сельского хозяйства и крестьянства СССР" (М., 1960, Институт истории Академии наук СССР);
2. «Территориальная организация сельского хозяйства Северного Кавказа (экономико- и эколого-географические проблемы)» (1998);
3. «Северный Кавказ: природно-экологические и социально-экономические условия территориальной дифференциации сельского хозяйства (раздел в монографии) / Устойчивое развитие сельского хозяйства и сельских территорий: Зарубежный опыт и проблемы России» (М., 2005, Институт географии РАН);

#### Статьи, опубликованные в российском рецензируемом научном журнале, рекомендованном в перечне ВАК РФ
1. Тюрин В. Н., Панкина И. С. Трансформация отраслевой и территориальной структур сельского хозяйства Юга России в условиях рыночной экономики // Проблемы региональной экологии. 2011. № 1. С. 44-48.
2. Пашковская А. А., Тюрин В. Н. Провинциально-ландшафтная дифференциация продуктивности и эффективности зерновых культур Краснодарского края // Вестник Ставропольского государственного университета. 2011. № 74. С. 49-53.
3. Тюрин В. Н., Семенько Е. В. Топливно-энергетический комплекс Краснодарского края: структура, территориальная организация // Экономика устойчивого развития. Краснодар, 2012. № 9. С. 161—166.
4. Морева Л. А., Тюрин В. Н. Транснациональные и трансграничные промышленные связи Краснодарского края в Причерноморском районе // Экономика устойчивого развития. 2012. № 9. С. 147—153.
5. Тюрин В. Н., Аюбова И. Д. Пищевая промышленность Краснодарского края: проблемы развития // Экономика устойчивого развития. 2012. № 9. С. 195—201.
6. Задорожняя (Анисимова) В. В., Тюрин В. Н., Морева Л. А., Волкова Т. А. Агрогеосистемы Западного Предкавказья: уровни сбалансированности и устойчивости // Вестник Тамбовского университета. Серия: Естественные и технические науки. 2012. Т. 17. Вып. 2. С. 754—759.
7. Морева Л. А., Тюрин В. Н. Теоретико-методологические аспекты изучения агропромышленных систем // Вестник Тамбовского университета. Серия: Естественные и технические науки. 2013. Т. 18. Вып. 2. С. 660—663.

#### Учебно-методические работы
1. «География сельского хозяйства СССР» (1979),
2. «Основы промышленного и сельскохозяйственного производства» (1981),
3. «Экономическая география Северного Кавказа» (1984),
4. разделы по сельскому хозяйству в ряде учебников по экономической географии нашей страны (М., 1973; Киев, 1984),
5. «Экология Кубани» (1995),
6. «Экономическая география Краснодарского края» (1983, 2000),
7. «Экономическая и социальная география Краснодарского края» (2011).